# DE-9-connector

Een diagram van een DE-9-connector

De DE-9 is een type stekkerverbinding uit de D-subminiatuurcategorie en wordt het meest toegepast als RS-232 seriële poortaansluiting.

## Toepassingen

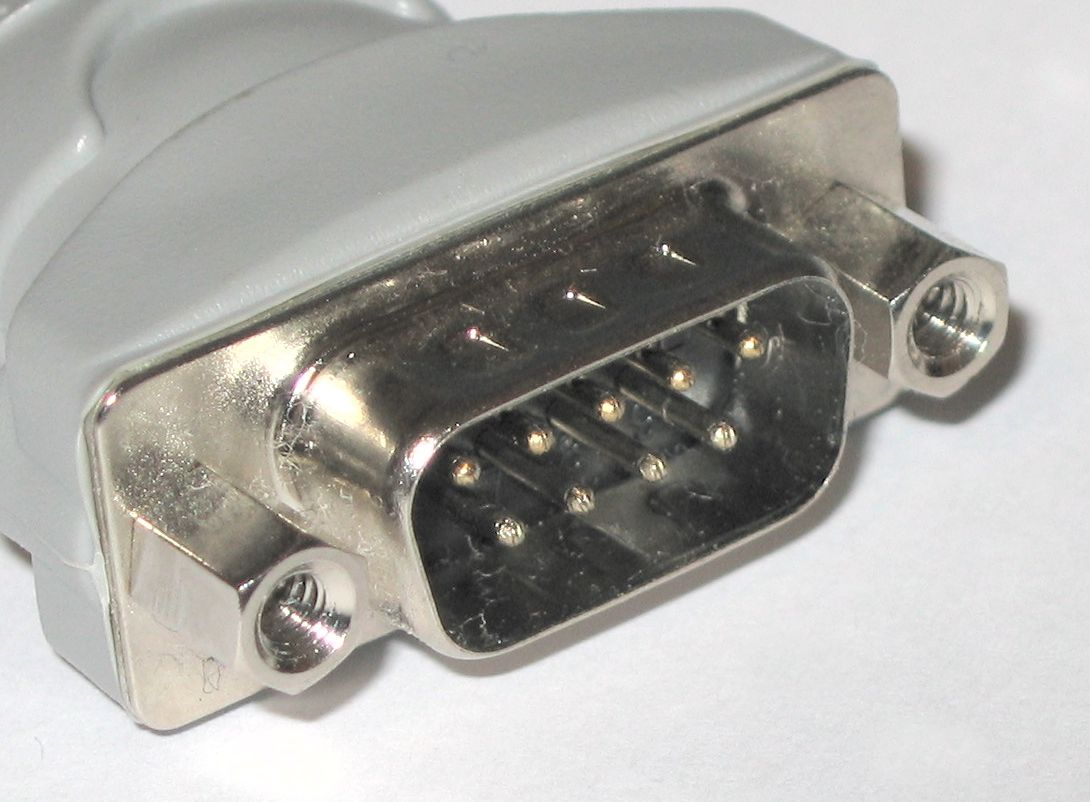
Een mannelijke DE-9-connector.

De DE-9-connector wordt toegepast voor vele verschillende doeleinden, bijvoorbeeld computers, telecommunicatie en test- en meetapparatuur. Hier onder wordt een beknopt overzicht weergegeven.

### Video
- Monochrome Display Adapter
- Color Graphics Adapter
- Enhanced Graphics Adapter

### Computer
- Commodore 64 voor een joystick
- Sinclair Spectrum-reeks (middels de Kempston interface)
- RS-232 voor communicatie
- MSX voor joystick, muis en trackball
- Apple II voor muis en joystick
- Amiga and Atari voor muis en joystick

### Spelcomputer
- Atari 2600
- Atari 7800
- Sega Master System
- Sega Mega Drive
- Amiga CD32